# Valverde (Alfândega da Fé)
Valverde é uma povoação portuguesa do Município de Alfândega da Fé que foi sede da extinta Freguesia de Valverde, freguesia que tinha 12,66 km² de área e 107 habitantes (2011), e, portanto, uma densidade populacional de 8,5 hab./km².
A Freguesia de Valverde foi extinta (agregada) em 2013, no âmbito de uma reforma administrativa nacional, tendo sido agregada às freguesias de Eucísia e Gouveia, para formar uma nova freguesia denominada União das Freguesias de Eucísia, Gouveia e Valverde com sede em Eucísia.

## População
| População da freguesia de Valverde (1864 – 2011) | População da freguesia de Valverde (1864 – 2011) | População da freguesia de Valverde (1864 – 2011) | População da freguesia de Valverde (1864 – 2011) | População da freguesia de Valverde (1864 – 2011) | População da freguesia de Valverde (1864 – 2011) | População da freguesia de Valverde (1864 – 2011) | População da freguesia de Valverde (1864 – 2011) | População da freguesia de Valverde (1864 – 2011) | População da freguesia de Valverde (1864 – 2011) | População da freguesia de Valverde (1864 – 2011) | População da freguesia de Valverde (1864 – 2011) | População da freguesia de Valverde (1864 – 2011) | População da freguesia de Valverde (1864 – 2011) | População da freguesia de Valverde (1864 – 2011) |
| ------------------------------------------------ | ------------------------------------------------ | ------------------------------------------------ | ------------------------------------------------ | ------------------------------------------------ | ------------------------------------------------ | ------------------------------------------------ | ------------------------------------------------ | ------------------------------------------------ | ------------------------------------------------ | ------------------------------------------------ | ------------------------------------------------ | ------------------------------------------------ | ------------------------------------------------ | ------------------------------------------------ |
| 1864                                             | 1878                                             | 1890                                             | 1900                                             | 1911                                             | 1920                                             | 1930                                             | 1940                                             | 1950                                             | 1960                                             | 1970                                             | 1981                                             | 1991                                             | 2001                                             | 2011                                             |
| 331                                              | 324                                              | 297                                              | 291                                              | 295                                              | 238                                              | 261                                              | 264                                              | 246                                              | 267                                              | 212                                              | 207                                              | 148                                              | 161                                              | 107                                              |